# Психические процессы
Психи́ческие проце́ссы — одна из групп психических явлений, объединяемых по функциональному назначению в целостной структуре психики.
Выделение психических процессов — сугубо условное разделение психики на составные элементы, появившееся ввиду существенного влияния механистических представлений на учёных-психологов в период становления научной психологии; также данное выделение можно связать c аналитическими тенденциями в науке XIX — начала XX века.
Все психические явления по их длительности можно разделить на три группы:
1. психические процессы;
2. психические состояния;
3. психические свойства.

Особенность психических процессов в том, что они наиболее кратковременные, быстропротекающие. Они являются актуальным откликом на происходящее.
В современной психологии принято считать, что психические процессы тесно взаимосвязаны и, строго говоря, сливаются в один целостный процесс, свойство под названием «психика». Деление сознания на психические процессы условно, оно не имеет теоретического обоснования. В настоящее время в науке разрабатываются интегративные подходы к психике, и классификация психических явлений имеет скорее педагогическую и пропедевтическую ценность, нисходящую по мере развития науки.
В психических процессах, по Веккеру, можно выделить два уровня организации: первый связан с нервными процессами, организуемыми на уровне нейронных связей, данные процессы необязательно выделяются и определяются в сознании личности. Второй уровень связан с сознанием и включает в себя познавательные процессы.
Взаимосвязь психических процессов выражается, например, в том, что восприятие невозможно без памяти, запоминание невозможно без восприятия, а внимание невозможно без мышления.

## Виды психических процессов

### Познавательные
- Ощущение
- Восприятие
- Представление
- Воображение
- Память
- Мышление
- Внимание
- Речь
- Рефлексия

### Эмоциональные
- Эмоции
- Чувства
- Аффекты
- Настроения

### Волевые
- Борьба мотивов
- Принятие решения
- Постановка цели